# سزیم کرومات
سزیم کرومات یا کرومات سزیم یک ترکیب شیمیایی با فرمول (2 CS) CRO 4 است. این ماده جامد بلوری زرد رنگ است که نمک سزیم کرومیک اسید است و در دستگاه بلوری راست‌لوزی (ارتورومبیک) متبلور می‌شود.
بیش‌ترین کاربرد آن در گذشته تولید بخار سزیم در هنگام ساخت لامپ خلأ بود. در حال حاضر از این ماده تنها به عنوان پیش‌ماده ترکیبات به‌طور دلخواه بهره برده می‌شود.

## تولید
سزیم کرومات بیشتر از واکنش کروم تری‌اکسید با کربنات سزیم به دست می‌آید و فرآورده دیگر آن دی‌اکسید کربن است:
CrO 3 (aq) + Cs 2 CO 3 (aq) s Cs 2 CrO 4 (aq) + CO 2 (g)
این ماده همچنین از راهی درگیر نیز به دست می‌آید. در آغاز واکنش جانشینی دوگانه میان پتاسیم کرومات و سزیم کلرید روی می‌دهد:
K 2 CrO 4 (aq) + 2 CsCl (aq) → Cs 2 CrO 4 (aq) + 2 KCl (aq)
سرانجام سزیم دی‌کرومات (که خود از راه متاتز نمک از آمونیوم دی‌کرومات به دست می‌آید) به دنبال قلیایی سازی با سزیم هیدروکسید سزیم کرومات را تولید می‌کند:
Cs 2 Cr 2 O 7 (aq) + 2 CsOH (aq) → 2 Cs 2 CrO 4 (aq) + H 2 O ()

## کاربرد
پیش‌تر از سزیم کرومات در مراحل آخر ایجاد لوله‌های خلأ استفاده می‌شد. در آن بخار سزیم با واکنش سزیم کرومات با سیلیسیم، بور یا تیتانیم به عنوان عوامل احیاکننده تولید شد. سپس بخار به لوله افزوده شد تا با گازهای باقی‌مانده از جمله نیتروژن و اکسیژن واکنش داده و از بین برود.